# 布塔旺
布塔旺（法語：Boutavent，法語發音：[butavɑ̃]）是法国瓦兹省的一个旧市镇，位于该省西部，属于博韦区。2019年1月1日，布塔旺并入相邻的市镇福尔默里。

## 地理
布塔旺（49°38'36"N, 1°45'23"E）面积4.37 平方千米，位于法国上法蘭西大區瓦兹省，该省份为法国北部内陆省份，北起索姆省，西接厄尔省和滨海塞纳省，南至塞纳-马恩省和瓦兹河谷省，东临埃纳省。
与布塔旺接壤的市镇（或旧市镇、城区）包括：布拉尔日、布夫雷斯、康波、泰兰河畔卡尼、福尔默里、蒙索拉拜、米罗蒙。

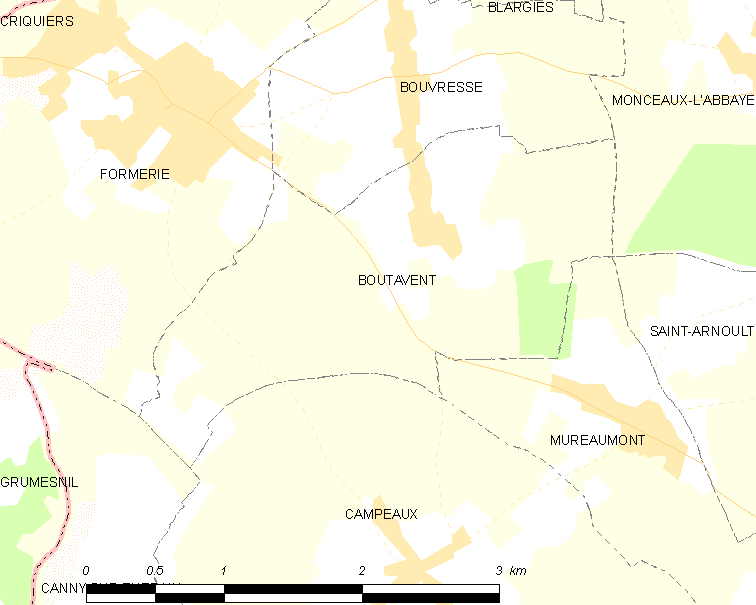
布塔旺的OSM定位图

布塔旺的时区为UTC+01:00、UTC+02:00（夏令时）。

## 行政
布塔旺的邮政编码为60220，INSEE市镇编码为60096。

## 政治
布塔旺所属的省级选区为格朗维利耶县。

## 人口

1962-2008年间布塔旺人口变化图示

布塔旺于2018年1月1日时的人口数量为116人。